# Lapresta
Der Asphalttanker Lapresta ist ein Spezialschiff zum Transport von flüssigem Bitumen. Er wurde 2015/16 auf der Werft Gebr. De Jonge in Kladovo (Serbien) für die Reederei Asphatrans Sàrl mit Sitz in Luxemburg gebaut. Wegen der Breite von 17,50 Meter wurde der Schiffsrumpf über den Seeweg nach Rotterdam zu Shipyard Trico zum weiteren Ausbau geschleppt. Der Name Lapresta bezieht sich auf die Asphaltmine La Presta in der Schweiz. Am 21. September 2016 wurde das Schiff in Rotterdam getauft. Nach Angaben der Reederei ist die Lapresta der weltweit größte Binnenschifffahrt-Asphalttanker. Das Einsatzgebiet ist zwischen den Total-Raffinerien in Vlissingen und Antwerpen.

## Konstruktion
Der Tanker ist 135 m lang, 17,50 m breit und hat 4,70 m Tiefgang. Die Seitenhöhe beträgt 7,80 m. Der Rumpf ist als Doppelhülle mit Wulstbug ausgeführt.
Die zehn separaten Tanks mit je 760 m³ Inhalt sind isoliert und beheizbar, um das Ladegut zwischen 160 und 200 Grad Celsius auf Temperatur zu halten. Geheizt wird mit zwei Konutherm-Heizkesseln mit 750 und 1500 kW Heizleistung, in denen 37.000 Liter Thermalöl erhitzt werden. Je ein Heizkessel steht im hinteren und vorderen Maschinenraum.
Sämtliche Lade- und Löschleitungen sowie die fünf Lade- und Löschpumpen sind isoliert und wegen der großen Temperaturunterschiede mit Dehnungsbögen und Kompensatoren verlegt. Zu allen Leitungen und Schiebern führen separate Heizleitungen, in denen heißes Thermoöl zirkuliert. Das gesamte Leitungssystem ist auf einen Druck von 20 bar ausgelegt.
Das Schiff kann im Vorschiff 280 m³, mittschiffs 2450 m³ und achtern 200 m³ Ballastwasser aufnehmen. Der Fixpunkt ist bei leerem Schiff 8,80 m und mit Ballast 7,80 m. Der tote Winkel bei ausgefahrenem Steuerhaus beträgt 250 m vor dem Bug. An Betriebsstoffen können 100 m³ Diesel, 20 m³ Schmieröl und 40 m³ Trinkwasser gelagert werden. Das Schmutzwasser wird mit der an Bord installierten Kläranlage gereinigt und nach Außenbord gepumpt.

## Wohnung
Die Wohnung im Achterschiff über dem Maschinenraum ist zweistöckig gebaut. Im unteren Deck, das im Rumpf liegt, sind vier Kabinen mit jeweils eigener Nasszelle eingerichtet. Daneben gibt es einen separaten Raum mit Waschmaschinen und Wäschetrockner sowie einen Lagerraum. Auf diesem Deck befinden sich ein Haupt- und zwei Hafengeneratoren, Kompressoren und andere Nebenaggregate für den Schiffsbetrieb.
Über dieser Wohnung sind im Deckshaus zwei große Wohnungen mit Salon, Schlafzimmer und Bad für die Schiffsführung und eine geräumige Messe eingerichtet.
Insgesamt gibt es zwei Küchen an Bord. Diese Räume sind sowohl von außen als auch direkt über eine Treppe im Steuerhauslift erreichbar, wenn das Steuerhaus hochgefahren ist. Das Steuerhaus ist mit allen modernen Einrichtungen zur Schiffsführung ausgerüstet. Alle Wohnräume und das Steuerhaus sind klimatisiert.

## Antrieb
Der Antrieb erfolgt mit zwei Dieselmotoren des Typs Caterpillar 3512 C mit je 1118 kW über Reintjes-Wendegetriebe auf zwei Festpropeller mit 1,85 m Durchmesser, die in Düsen laufen. Hinter den Propellern ist jeweils eine Dreifach-Ruderanlage eingebaut, die von zwei unabhängigen Hydrauliksystemen angetrieben wird. Im Bug sind zwei Caterpillar-Dieselgeneratoren des Typs C 18 und zwei elektrisch angetriebene Verhaar-Bugstrahlruder mit Steuerrost und 450 kW Leistung eingebaut.